# トーマス・アーネスト・ヒューム
トーマス・アーネスト・ヒューム（Thomas Ernest Hulme, 1883年9月16日 – 1917年9月28日） は、イギリスの評論家、詩人。反ヒューマニスト、反近代主義者。

## 生涯
イングランド・スタッフォードシャー北部のエンドンにあるグラットン・ホールに生まれる。ニューキャッスル・アンダー・ライムの高校とケンブリッジのセント・ジョンズ・カレッジに学ぶが、喧嘩に深入りしたかどで1904年3月に退校処分にされた。2年間をロンドンで過ごし、1906年7月にはカナダに行き3ヶ月逗留し、1907年の初めにはブラッセルに赴いて数ヶ月間英語を教えながらフランス語とドイツ語を勉強している。
1911年にはボローニャ哲学大会に出席し、1912年の初めにベルクソンの斡旋によりケンブリッジへの再入学が許されたが、まもなくそこを去り、ベルリンに9ヶ月逗留してドイツ哲学と心理学の研究を進め、美術史家ウィルヘルム・ヴォリンガーの『抽象と感情移入 Abstraktion und Einfuhlung』に多大な影響を受けた。
1914年に第一次世界大戦が勃発すると、名誉砲兵中隊に入隊し、その年の12月にフランスに渡る。1915年の春にうけた負傷から回復すると、英国海軍砲兵隊付きを拝命し、その年の暮れに前線に帰り、1917年9月28日ベルギーニューポール付近で戦死した。

## 思想と影響
フランス哲学の翻訳ぐらいしか生前に公刊された著作はなかったが、残された遺稿を友人のハーバート・リードがまとめて発表したことをきっかけにしてヒュームの再評価が進む。
ヒューム思想の立場は「反ヒューマニズム」と端的に規定できる。
ヴォリンガーの芸術観を受けて、ルネサンス以後20世紀初頭までは、個人の生命的な全欲求を終局的な善と見る思想が支配していたが、そのような思想は暫定的なもので、必ずしも永遠に続かない、個我全能・人間性の肯定・生命力の肯定の思想は終末を迎えている、とヒュームは考えた。例えば将来に到来する芸術は、古典ギリシアを模範とする「生命的」「有機的」な性格を持たず、それとは対照的な「幾何学的」な性格を持つはずである。
政治の分野においても、ヒュームは個人の生命を超えた価値に重きをおいたために、第一次世界大戦への参加を正当化し、反戦を説くバートランド・ラッセルと論争を行うことになる。「生命尊重」の合理主義や打算に、彼は「英雄的」で「非合理的な」倫理を対置する。そのファシズムへの親近性は、フランスのジョルジュ・ソレルやイタリアのジェンティーレと並べることができ、ハイデッガーの反ヒューマニズム論や反論理主義の先駆としてヒュームを評価することは可能である。

## 著作
- Speculations: Essays on Humanism and the Philosophy of Art (1924) edited by en:Herbert Read
  - 長谷川鑛平 訳『ヒュマニズムと芸術の哲学』法政大学出版局、1967年、新版1986年
- Notes on Language and Style (1929) edited by Herbert Read
- Further Speculations (1955) edited by Sam Hynes
  - 長谷川鑛平 訳『塹壕の思想』法政大学出版局、1968年
- The collected writings of T.E. Hulme (1996, OUP) edited by Karen Csengeri
- Selected writings (2003, Fyfield Books) edited by Patrick McGuinness

## 翻訳
- ジョルジュ・ソレル『暴力論』 Reflections on Violence (1912)

## 参考
- Alun Jones, The Life and Opinions of T. E. Hulme (1960)
- Michael Roberts, T. E. Hulme (1982, Carcanet Press reprint)
- Robert Ferguson, The Short Sharp Life of T. E. Hulme (2002)